# 帕拉纳尔天文台
帕拉纳尔天文台是欧洲南方天文台在智利安托法加斯塔以南约120公里的帕瑞纳山的观测地。主要设备是4台8.2米口径的甚大望远镜以及若干台辅助望远镜组成的甚大望远镜干涉仪（VLTI）、4米口径的可见光和红外巡天望远镜、2.6米口径的甚大巡天望遠鏡。
20世纪90年代，欧洲南方天文台在智利的观测地拉西拉天文台已经有十餘台望远镜，无处安置甚大望远镜，因此选中了拉西拉山以北约600公里的帕瑞纳山，用炸药炸平了山头，建造帕拉纳尔天文台，并于1999年开始启用。这里海拔2632米，距离海岸线约12公里，气候干燥，没有灯光干扰，全年中晴夜数量多于340个，是世界上最好的天文观测地之一。

## 望遠鏡

### 甚大望遠鏡
甚大望遠鏡 (VLT) 包括4架在可見光漢紅外線範圍內操作的8.2米 望遠鏡。這些望遠鏡，與4架較小的輔助望遠鏡，在一年的某些夜晚也會組合做為天文光學干涉儀。所有的8.2米望遠鏡都有自適應光學系統和完整的附屬儀器。

### 可見光和紅外巡天望遠鏡 (VISTA)
可見光和紅外巡天望遠鏡是使用可見光和紅外線觀測的天文望遠鏡。擁有廣視野的4米望遠鏡將聚焦在紅外線巡天上。VISTA緊鄰著歐洲南天天文台 (ESO) 以英國倫敦大學瑪利皇后學院為首，由18所英國大學組成的大學聯盟主導，於2009年12月完成的甚大望遠鏡旁邊。

### 甚大巡天望遠鏡 (VST)
VLT巡天望遠鏡或VST是有著廣視野成像的2.6米望遠鏡，主要用於支援和幫助VLT對科學目標的選擇。

## 照片

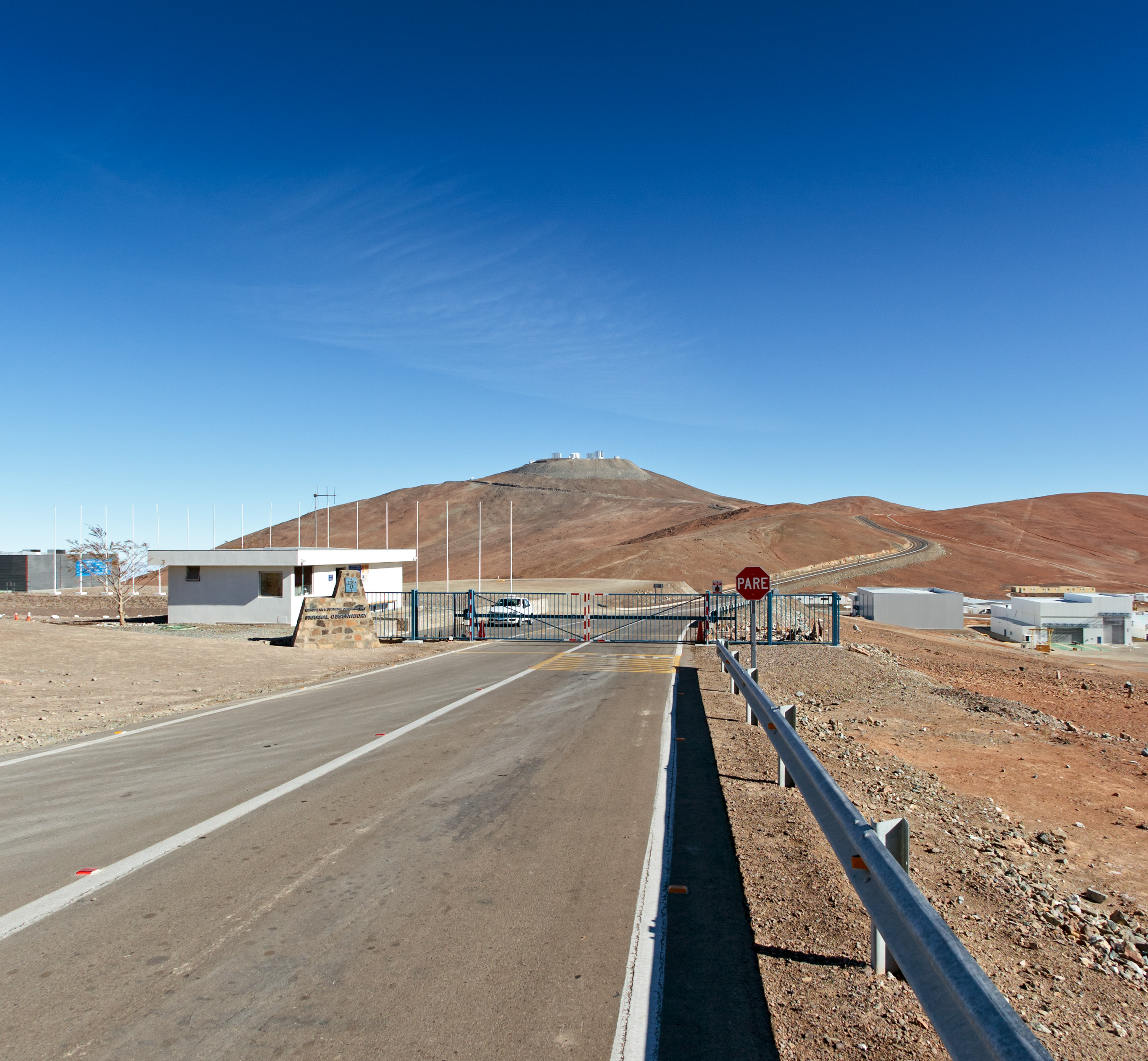
天文台正門
帕瑞納天文台平台上觀望之360度的南方天空
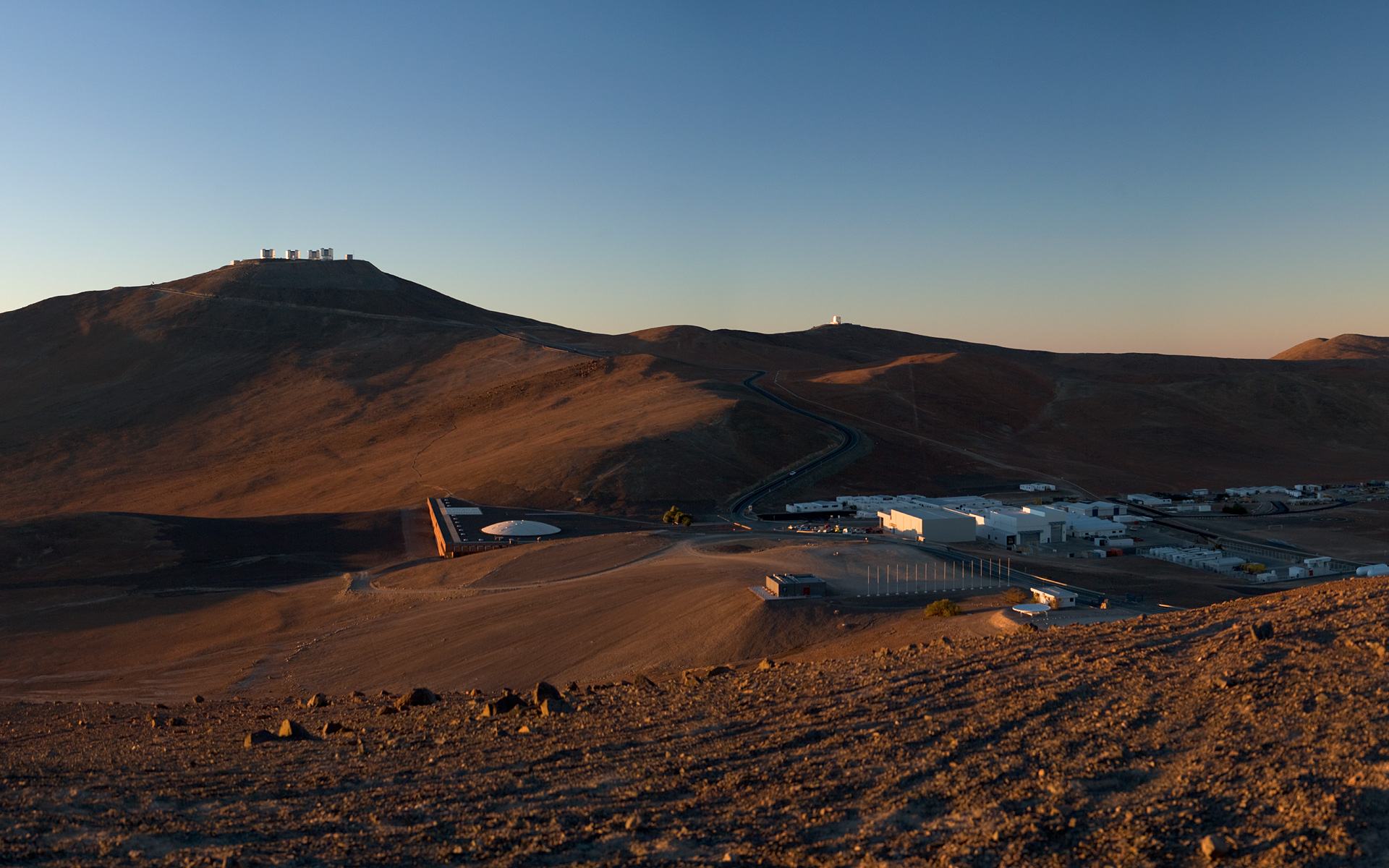
ESO飯店（英语：ESO Hotel）（左）和帕瑞納天文台
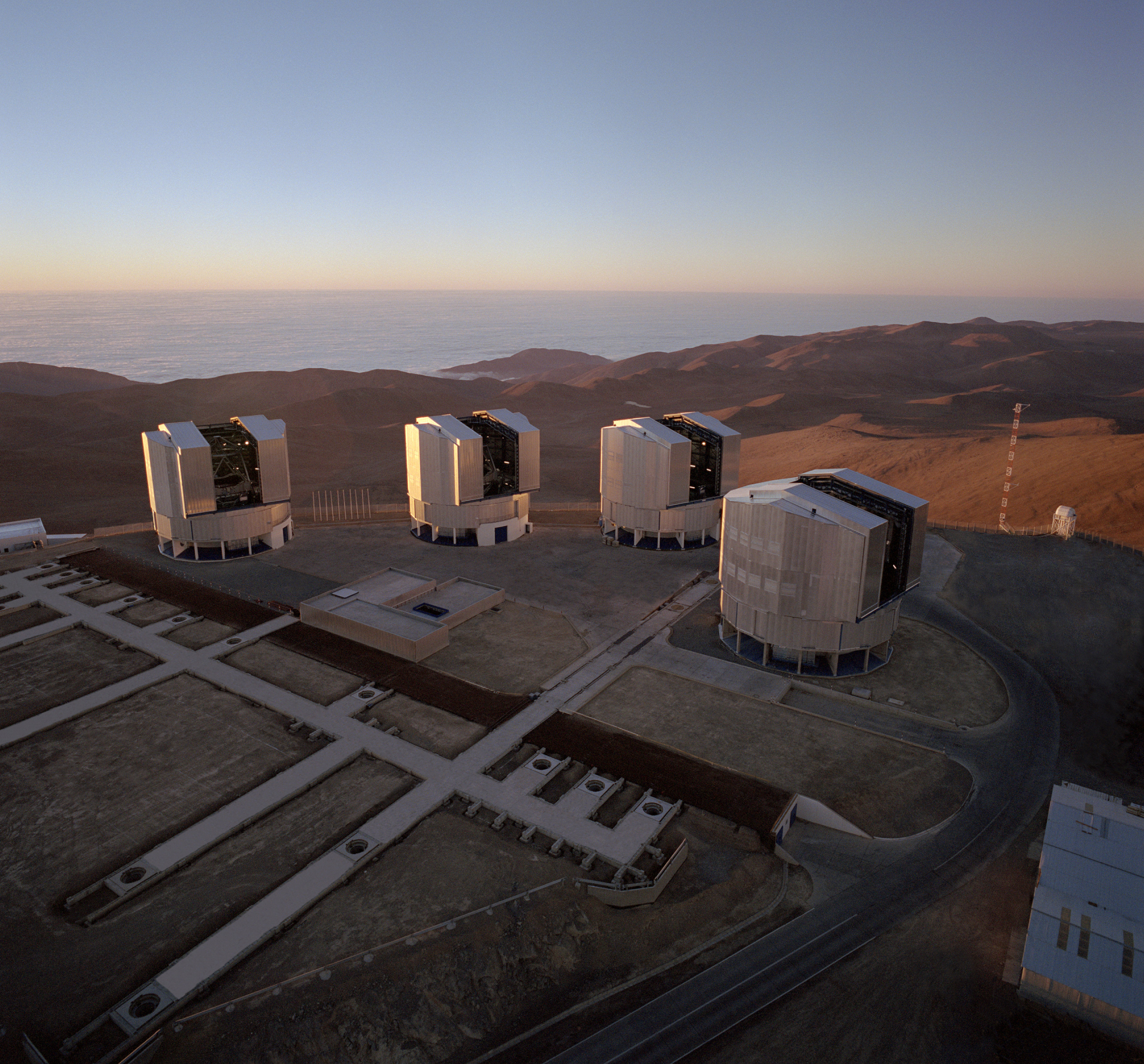
鳥瞰圖
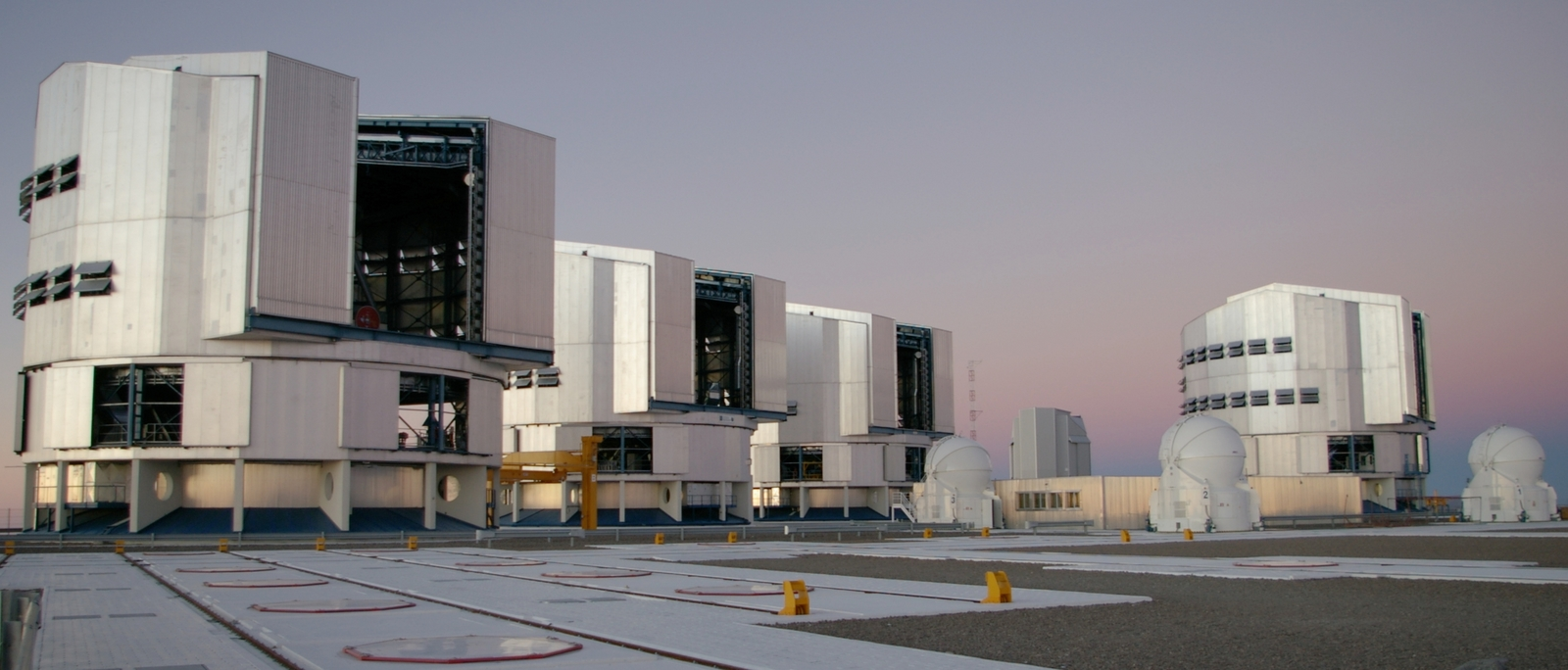
設有VLT、AT和VLT巡天望遠鏡（英语：VLT Survey Telescope）的天文台平台
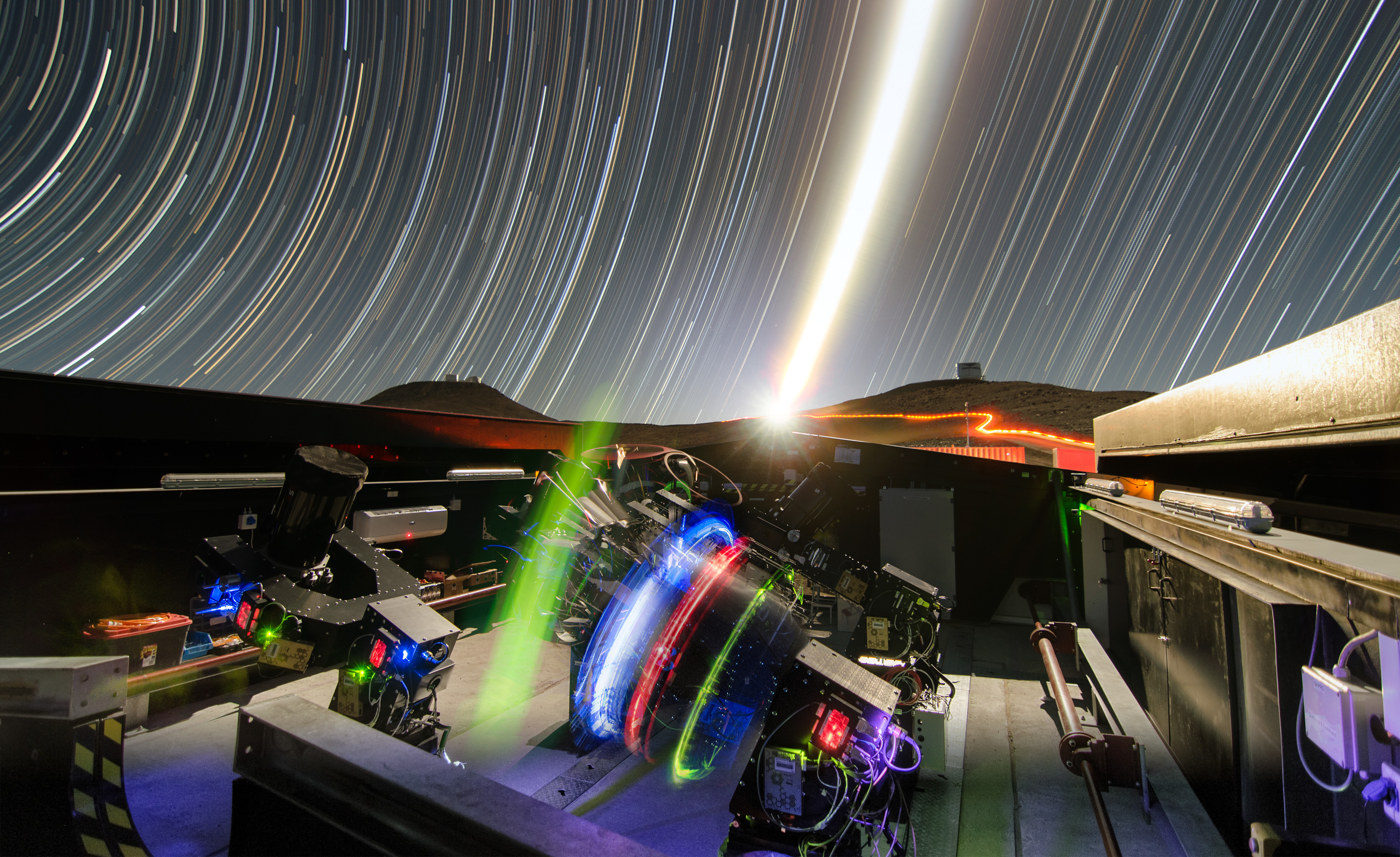
次世代凌星巡天、甚大望遠鏡和可見光和紅外巡天望遠鏡
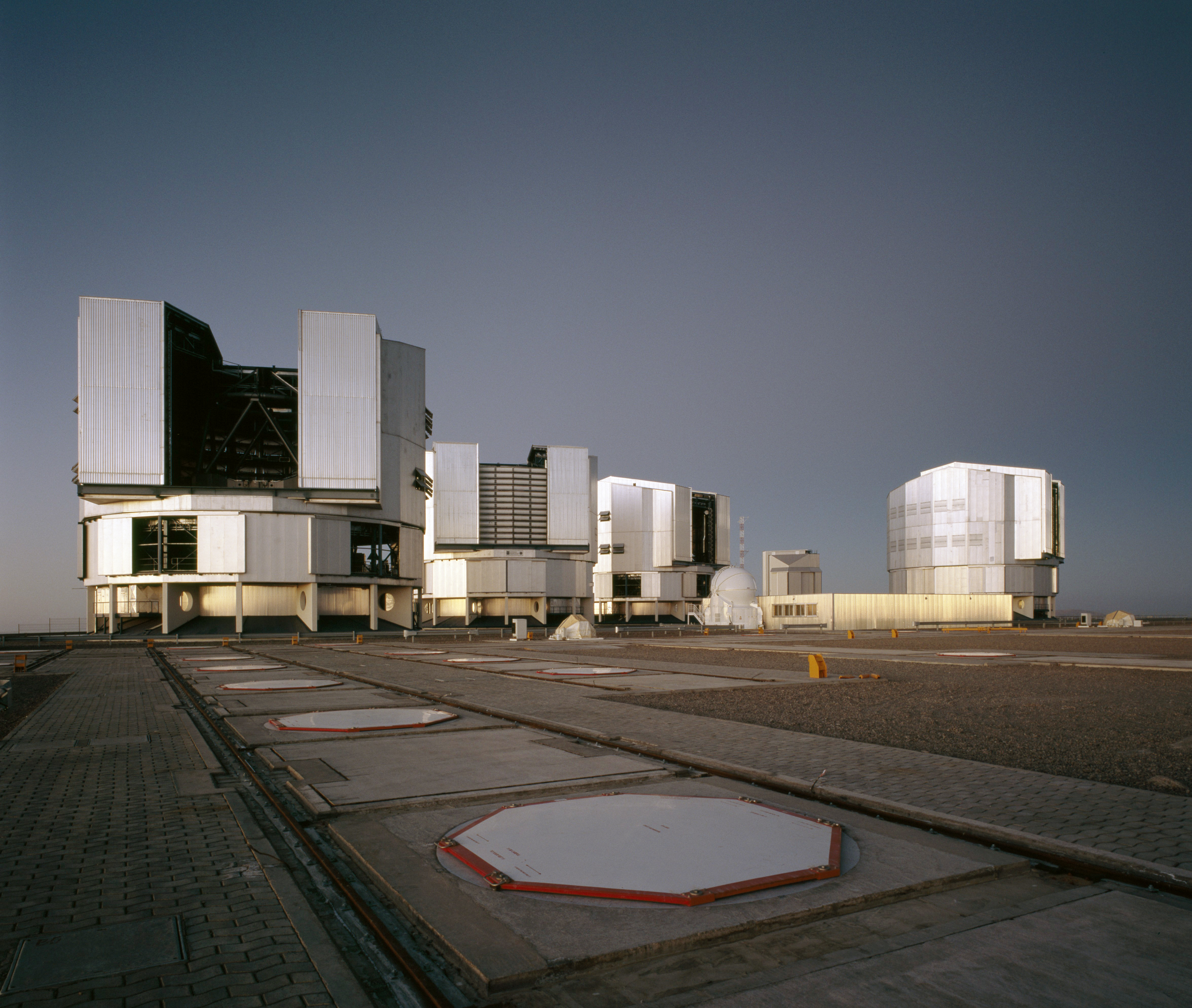
夜幕降臨時的天文台
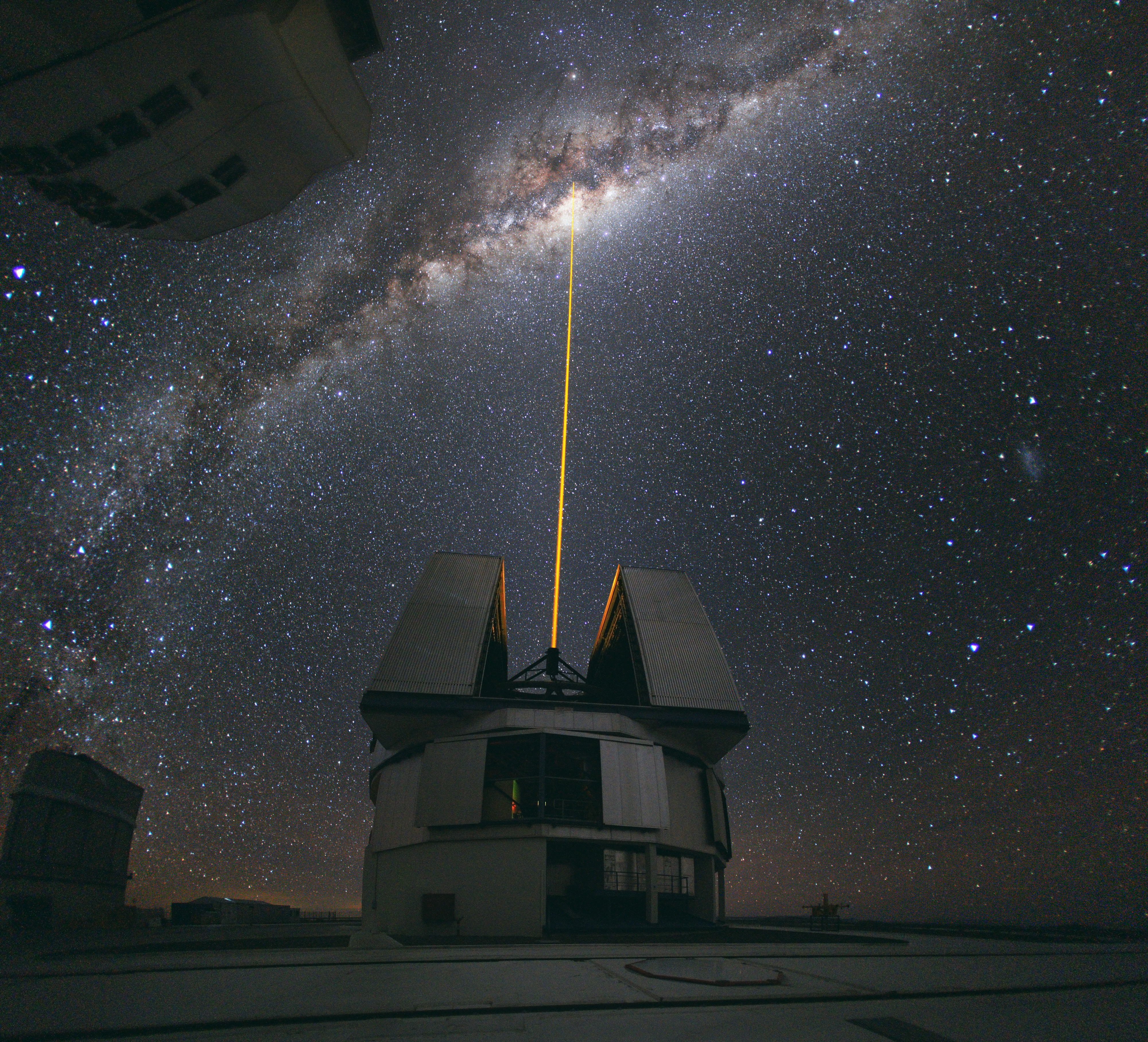
甚大望遠鏡的雷射導引星光束
- 天文台使用縮時攝影拍攝的麥哲倫雲
- 樂高積木製作的天文台
- 帕瑞納天文台的日常生活
一覽天空[2]
空氣中的色彩 [3]
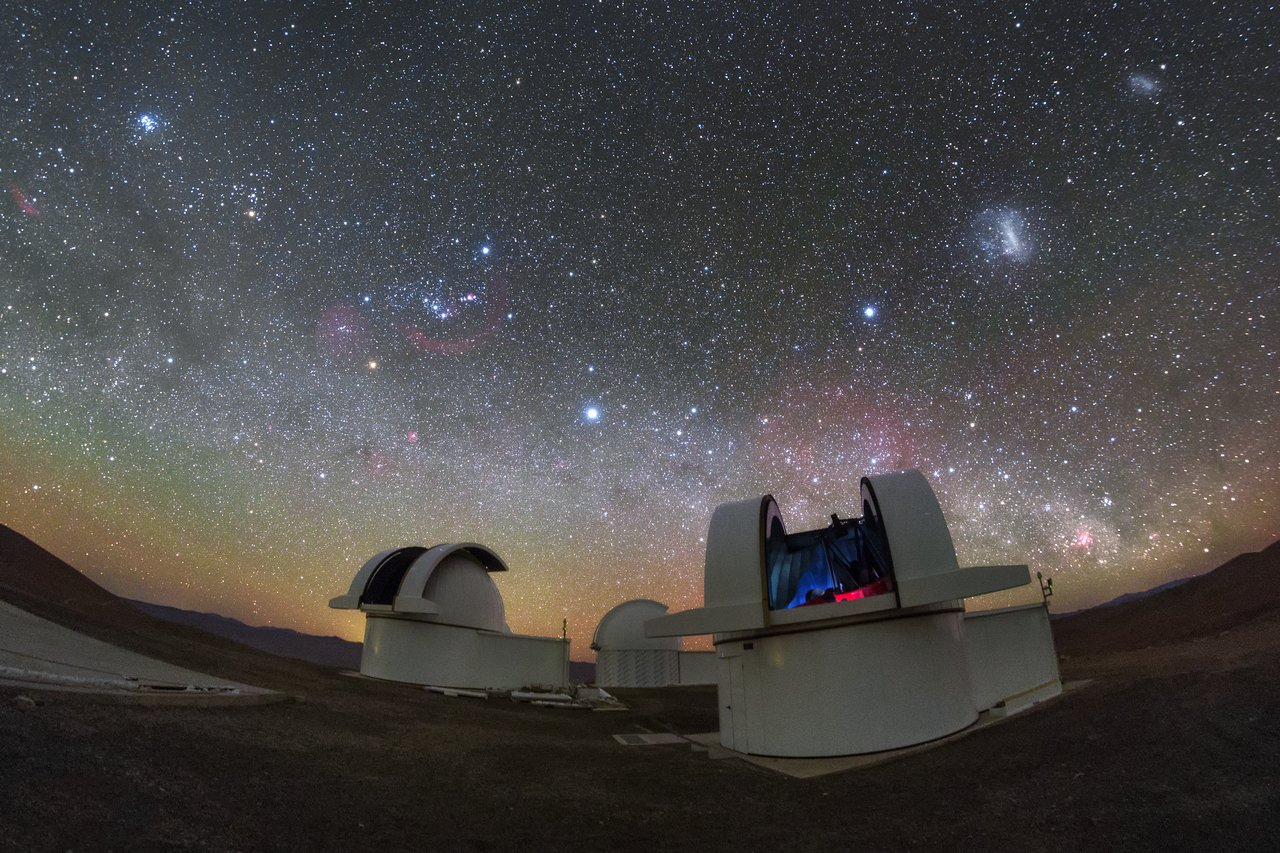
三台搜尋宜居行星掩食極低溫恆星望遠鏡

## 外部連結
- 帕拉纳尔天文台 （页面存档备份，存于）
- 歐洲南天天文台 （页面存档备份，存于）
- VLT計畫
- VLTI，甚大望遠鏡干涉儀
- 每日一天文圖的帕瑞納天文台